# No Sunshine
No Sunshine to wydany 13 marca 2001 singel amerykańskiego rapera DMX-a. Promuje album "Exit Wounds OST". Utwór jest coverem "Ain't No Sunshine" Billa Withersa.
Podkład utworu został skomponowany przez Dame'a Grease'a. Do "No Sunshine" powstał klip, wyreżyserowany przez Hype'a Williamsa. Główną scenerią  klipu jest cmentarz. 

## Lista utworów[3]
1. "No Sunshine" (Clean Radio Version) – 4:22
2. "No Sunshine" (Album Version) – 5:20
3. "No Sunshine" (Instrumental) – 5:18